# 河海大学足球俱乐部
河海大学足球俱乐部成立于2007年4月，是中国一支足球俱乐部，河海大学的校队，位于江苏省南京市。

## 历史
南京宝泰河海在成立后在首届南京城市联赛中以绝对优势夺得冠军，随后在中国足球丙级联赛中闯入四强，最终球队夺得联赛季军。
2008年，河海大学以南京宝泰河海的名义参加了中国足球乙级联赛获得南区预赛第8名。
2009年，河海大学获得大学生联赛亚军，可以获得中乙联赛决赛阶段的参赛资格。

## 历年成绩
| 年 份  | 事 项                    |
| ------ | ------------------------ |
| 2007年 | 南京宝泰河海队成立       |
| 2007年 | 南京城市联赛，冠军       |
| 2007年 | 丙级联赛，季军           |
| 2008年 | 乙级联赛，南区第8名      |
| 2009年 | 乙级联赛，决赛阶段第一轮 |
| 2012年 | 乙级联赛，南区第11名     |